# Martin Dehmisch
Martin Dehmisch (ur. 12 listopada 1896 w Budziszynie, zm. 25 września 1918 w Abancourt) – as lotnictwa niemieckiego Luftstreitkräfte z 10 zwycięstwami w I wojnie światowej.
Od 28 lipca 1917 roku został przydzielony do Feldflieger Abteilung 9 w Darmstadt. W styczniu 1917 został skierowany do Fliegerbeobachterschulen w Kolonii (FBS Köln) skąd po odbyciu szkolenia na samolotach myśliwskich został 19 lutego 1918 przeniesiony do Jagdstaffel 58. Wkrótce po odniesieniu swojego 10 zwycięstwa nad samolotem kapitana Gilbert John „Ben” Strange z 40 eskadry RAF, został zestrzelony przez innego pilota tej jednostki. W wyniku odniesionych ran zmarł dnia następnego. Latał na samolocie Fokker D.VII.